# Castrul roman de la Târsa
Castrul roman se găsește pe teritoriul localității Târsa, județul Hunedoara, Transilvania, în locul numit "Grădiște".